# Илия Спирков
Илия (Илчо) Спирков Мирчев е български юрист, общественик и предприемач, деец на Съюза на македонските емигрантски организации.

## Биография
Илия Спирков е роден през 1877 година в град Прилеп, тогава в Османската империя, днес в Северна Македония. Завършва право в Брюксел в 1900 година. В 1903 година е арестуван от османските власти. В османски документ пише: Илия Спирко Мирче, българин, православен, от Прилеп. Арестуван преди април 1904 година, обвинен в „извършване на провокации и подтикване към затваряне на дюкяните на християнското еснафско население в Прилеп“. Осъден е от Извънредния съд на 3 години затвор в твърдина и лежи в Битолския затвор. Амнистиран е с общата амнистия от 12 април 1904 година.
През 1917 година Илия Спирков е помощник-кмет на София и при посещение на кайзер Вилхелм II е награден с орден „Червения орел“ – III степен.
Делегат на Прилепското братство на Учредителния събор на македонските бежански братства в 1918 година в София. По-късно е председател на братството. 
Негова собственост е фабриката за глинени изделия „Братя П. Спиркови“ – София. През 1937 година получава „Народен орден за гражданска заслуга“ – ІV степен по повод 100-годишнината на българската индустрия.